# Bayou Vista
Bayou Vista – jednostka osadnicza w Stanach Zjednoczonych, w stanie Luizjana, w parafii St. Mary.